# Antanartia dimorphica
Antanartia dimorphica är en fjärilsart som beskrevs av Francis Gard Howarth 1966. Antanartia dimorphica ingår i släktet Antanartia och familjen praktfjärilar. Inga underarter finns listade i Catalogue of Life.